# Reino de Gaunes
El Reino de Gaunes o de Gannes, es en la leyenda artúrica, el nombre dado al reino del Rey Bors el Viejo, padre de Sir Bors el Desterrado y Sir Lionel).
Las fronteras de este legendario reino son difíciles de determinar, pero se dice que estaba situado en las fronteras de la Galia Occidental, la Neustria del siglo VI, y la Pequeña Bretaña de Armórica, es decir, en la zona de Bretaña.
El profesor Jean Charles Payen (1931-1984), especialista en literatura medieval situó este territorio esencialmente en lo que hoy es Normandía y la región de Maine, hasta la región del Loira, más allá de la Sarthe, pero se basó en textos que identifican claramente a Gaunes con la región de Angers, como ha demostrado Goulven Péron.